# Décennie 1930 en arts plastiques
Chronologie des arts plastiques
Années 1920 - Années 1930 - Années 1940
Cet article concerne les années 1930 en arts plastiques.

## Événements
- 15 février 1931 : création du groupe Abstraction-Création[1] (Jean Arp, Theo van Doesburg, Jean Hélion, Auguste Herbin, František Kupka, Albert Gleizes, Robert Delaunay).
- Juin 1931 : exposition de René Iché à la Galerie Léopold Zborowski[2].

- 1932 : le peintre russe Vassili Kandinsky publie ses Réflexions sur l'art abstrait[3].

- 23 décembre 1933 : le peintre Paul Klee, accusé de « bolchevisme culturel » quitte l'Allemagne et retourne à Berne en Suisse[4].

- Juin 1934 : exposition conjointe de René Iché et Max Jacob organisée par Marcelle Berr de Turique à la Galerie du Portique à Paris[5].
- 1er décembre 1934-1er janvier 1935 : exposition Alberto Giacometti à la Julian Gallery à New York[6].
- 7-25 décembre 1934 : exposition de Victor Brauner à la galerie Pierre à Paris[7].

- 4 mars 1936 : première exposition à Munich « d’art dégénéré  » afin de discréditer la peinture moderne. Elle devient itinérante et touche un million de visiteurs[8].
- 1er mai 1937 : décret créant un « département des arts et des traditions populaires » à Paris[9].

- 24 mai 1937 :
  - inauguration de l'exposition internationale Arts et Techniques, à Paris avec la fresque de Raoul Dufy, la Fée Électricité, le tableau de Picasso Guernica. Sonia et Robert Delaunay décorent les Palais des chemins de fer et de l'air[10].
  - inauguration du musée d'Art moderne de la ville de Paris au Palais de Tokyo[11].
  - inauguration du Palais de la découverte, au Grand Palais. Il ouvre de façon permanente le 11 juillet 1938[12].
- 27 mai 1937 :  en Italie, le ministère de la Presse et de la Propagande, dirigé par Dino Alfieri, devient le ministère de la Culture populaire (Minculpop). Il est chargé de la presse, de l’éducation et de l’université[13].
- 19 juillet 1937 : Hitler inaugure à Munich l’exposition « Art dégénéré » (Entartete Kunst) conjointement avec la « Grande Exposition d'art allemand » (Große deutsche Kunstausstellung)[14].

- 17 janvier-22 février 1938 : exposition internationale du surréalisme, organisée par André Breton en collaboration avec le scénographe Marcel Duchamp, galerie des Beaux-Arts de Georges Wildenstein, 140 rue du Faubourg-Saint-Honoré à Paris. Cette exposition réunit plus de soixante artistes de quatorze pays, présentant 229 peintures, objets, collages, photographies et installations[15].
- 31 mai 1938 : une loi autorise en Allemagne la confiscation et la vente des œuvres d'art décadentes des collections publiques et privées. Des milliers d’œuvres sont saisies et brûlées, notamment lors d'un autodafé le 15 mars 1939 à Berlin, ou vendus aux enchères à Lucerne, en Suisse, le 30 juin 1939[16].
- 20 juin 1938 : inauguration du musée de l'Homme au Palais de Chaillot[17].
- 1939 : le peintre français Marc Chagall obtient le prix Carnegie (en).

## Réalisations
- 1929-1935 : Épopée du peuple mexicain, fresque murale de Diego Rivera au Palais National de Mexico[18].
- 1930-1937 : Trois Nymphes de la prairie ou Les Trois Grâces de Maillol[19].
- 1932 :
  - Le peintre mexicain Diego Rivera travaille aux fresques de la cour du Detroit Institute of Arts, série de vingt-sept panneaux, intitulée L'industrie de Détroit, inaugurée le 13 mars 1933[20].
  - le sculpteur américain Alexander Calder réalise son premier mobile[3].
- 1933 : Diego Rivera réalise la peinture murale intitulée L'Homme à la croisée des chemins pour le Rockfeller Center de New York. La fresque, qui contient un portrait de Lénine, est détruite en 1934[20].
- 26 avril 1937 : René Iché sculpte Guernica le jour même du drame et refuse de l'exposer même en galerie[21].
- 1er mai 1937-4 juin 1937 : Pablo Picasso peint Guernica sur commande du gouvernement espagnol[22].

- 1939 : Christ à la colonne ou Christ au prétoire, vitrail d'après un carton du peintre français Georges Rouault[23].

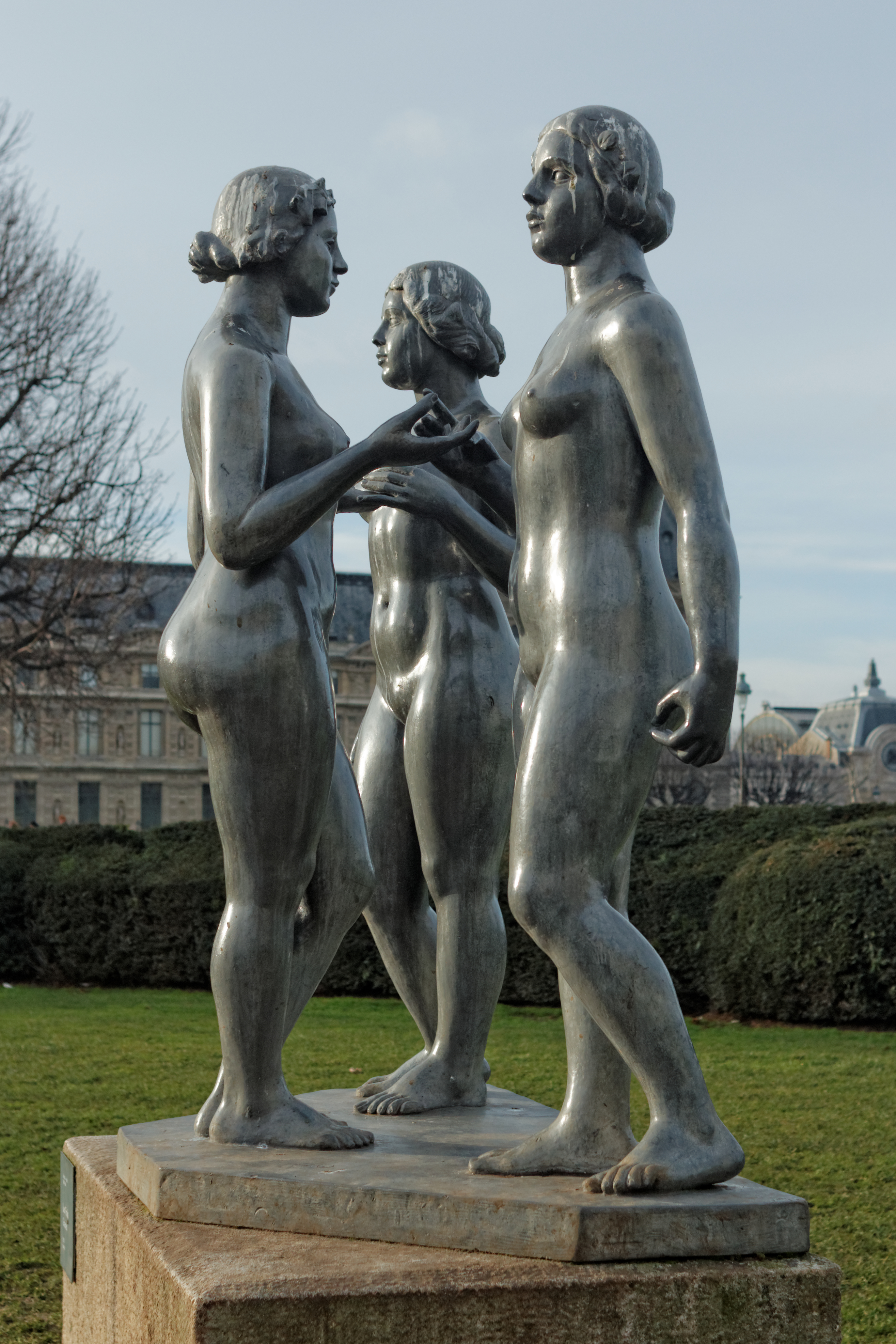
Les Trois Grâces, Aristide Maillol.
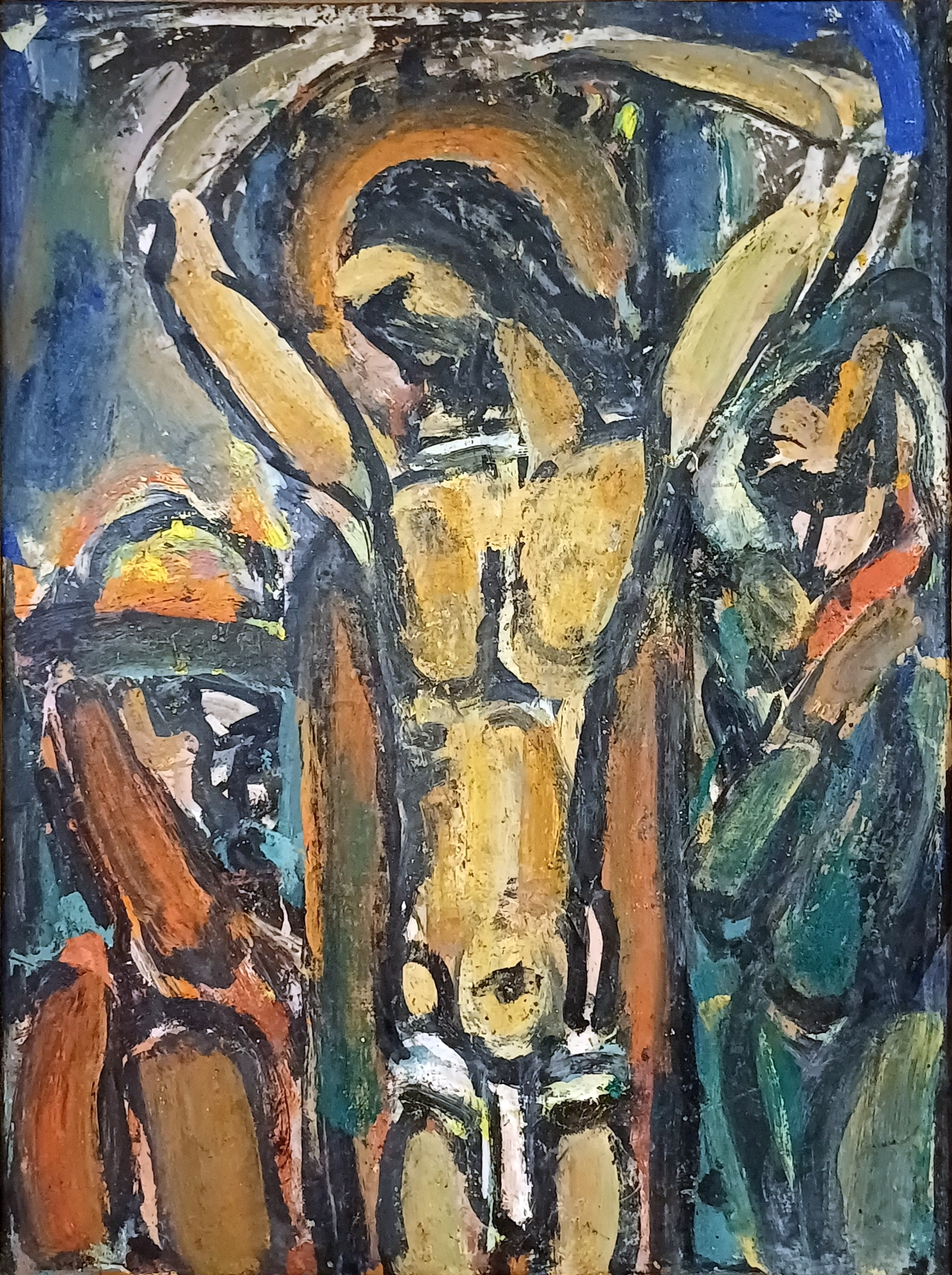
Christ à la colonne, Georges Rouault.